# 폴린 듀크루엣
폴린 그레이스 마가이 듀크루엣(프랑스어: Pauline Grace Maguy Ducruet, 1994년 5월 4일 ~ )는 모나코의 다이빙 선수이자 디자이너로 모나코 공녀 스테파니와 다니엘 듀크루엣의 장녀이다.